# ブノワ・レジャン
ブノワ・レジャン（Benoît Régent, 1953年8月19日 - 1994年10月21日）はフランス・ナント出身の俳優である。1980年に映画デビューして多くのフランス映画に出演したが、1994年にスイスのチューリッヒで、大動脈瘤破裂が原因で亡くなった。

## 主な出演作品
- ラウンド・ミッドナイト 'Round Midnight (1986)
- わが心の炎 Une flamme dans mon coeur (1987)
- 彼女たちの舞台 La Bande des quatre (1988)
- バンカー・パレス・ホテル Bunker Palace Hôtel (1989)
- ギターはもう聞こえない J'entends plus la guitare (1991)
- トリコロール/青の愛 Trois couleurs: Bleu （1991）
- トリコロール/赤の愛 Trois couleurs: Rouge（1993）